# Jean Poiret

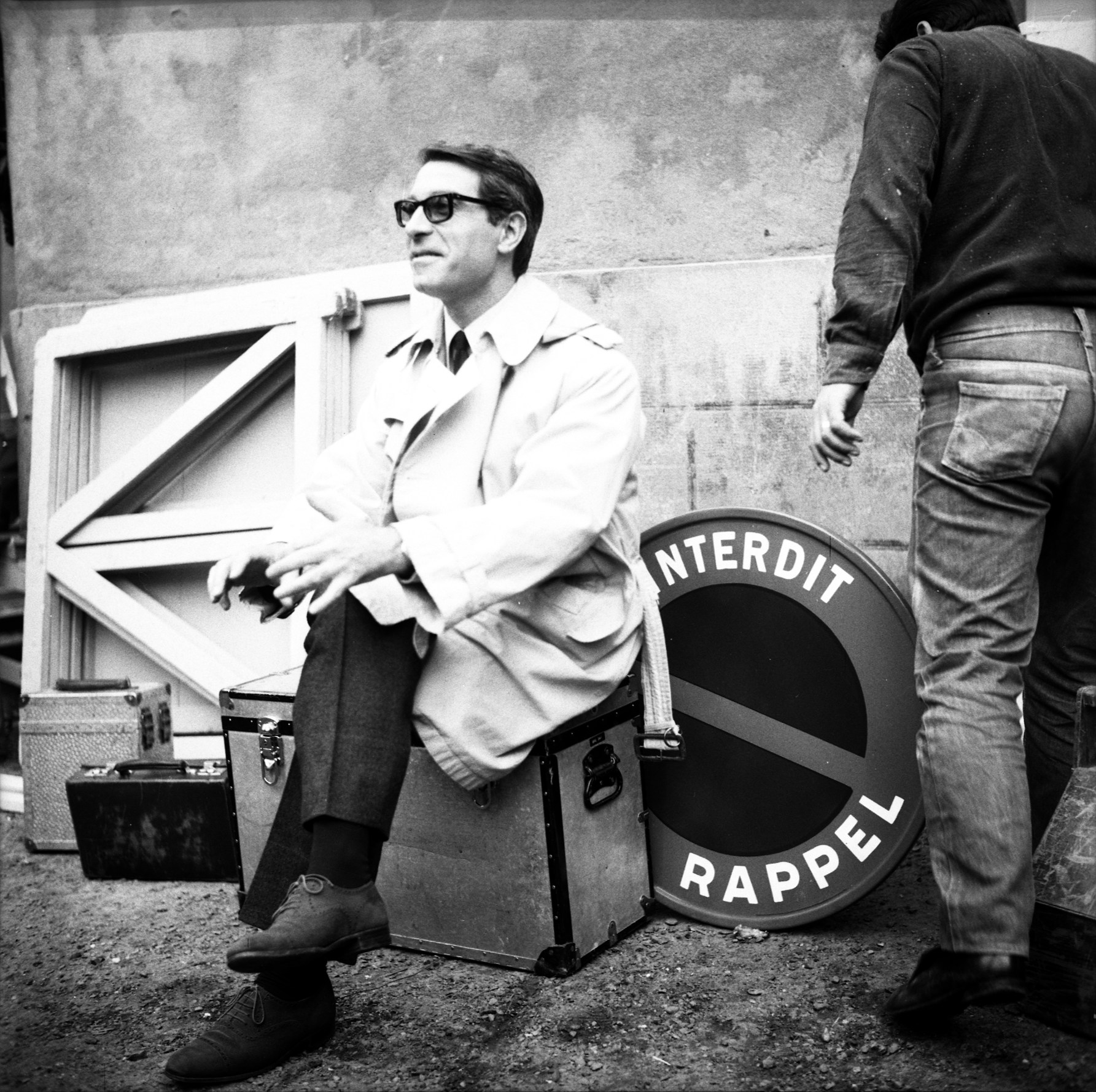
Jean Poiret (1965)

Jean Poiret (* 17. August 1926 in Paris als Jean Poiré; † 14. März 1992 ebenda) war ein französischer Schauspieler, Regisseur und Autor.

## Leben und Karriere
Der ursprüngliche Theaterschauspieler Poiret begann seine Filmkarriere zusammen mit seinem Freund Michel Serrault. Beide wurden bevorzugte Darsteller von Regisseur Jean-Pierre Mocky. Als Filmschauspieler wirkte Poiret in fast 70 Kino- und TV-Produktionen mit; zu seinen herausragenden Filmrollen zählen Auftritte u. a. in François Truffauts Die letzte Metro sowie als Inspektor Lavardin in mehreren Filmen von Claude Chabrol (u. a. Hühnchen in Essig).
Poiret machte sich auch einen Namen als Bühnenautor und Regisseur. Ein Käfig voller Narren, 1973 (La cage aux folles) lief unter seiner Regie mehr als 900-mal im Pariser Théâtre du Palais-Royal und wurde später in der gleichnamigen Verfilmung von Édouard Molinaro ein Welterfolg. Als Filmregisseur inszenierte Poiret u. a. die Komödie Das Zebra mit seiner Ehefrau Caroline Cellier in der Hauptrolle.

## Filmografie (Auswahl)
Darsteller
- 1955: Pariser Luft (Cette sacrée gamine)
- 1956: Mörder und Diebe (Assassins et Voleurs)
- 1956: Der Damenschreck (La Terreur des dames)
- 1957: Verlorenes Spiel (Clara et les Méchants)
- 1960: Die Französin und die Liebe (La Française et l'Amour)
- 1961: Die tolle Masche (La gamberge)
- 1961: Ein Mädchen sprang ins Wasser (Auguste)
- 1962: Das bin nicht ich (C'est pas moi, c'est l'autre)
- 1962: Die vier Wahrheiten (Les Quatre Vérités)
- 1962: Hübscher als die Polizei erlaubt (Comment réussir en amour)
- 1963: Den Seinen gibt's der Herr... (Un drôle de paroissien)
- 1964: Angst in der Stadt (La cité de l'indicible peur / La grande frousse)
- 1965: Gelegenheitskauf (La Bonne Occase)
- 1965: Monsieur Max und die Millionen (La Tête du client)
- 1966: Geld oder Leben (La Bourse et la Vie)
- 1970: Leo, der Kriegsheld (Le Mur de l'Atlantique)
- 1980: Die letzte Metro (Le Dernier Métro)
- 1985: Hühnchen in Essig (Poulet au vinaigre)
- 1984: Tödliche Angst (La septième cible)
- 1986: Inspektor Lavardin oder Die Gerechtigkeit (Inspecteur Lavardin)
- 1986: Das Wunder des Papu (Le Miraculé)
- 1986: Ich hasse Schauspieler! (Je hais les acteurs)
- 1987: Ein turbulentes Wochenende (Les Saisons du plaisir)
- 1988: Geliebte verborgt man nicht (La Petite Amie)
- 1988: Inspektor Lavardin: Das Schloß der Gehenkten (Les dossiers de l'inspecteur Lavardin: le chateau du pendu)
- 1988: Inspektor Lavardin: Der Teufel in der Stadt (Les dossiers de l'inspecteur Lavardin: Le diable en ville)
- 1988: Inspektor Lavardin: Die schwarze Schnecke (Les dossiers de l'inspecteur Lavardin: L'escargot noir)
- 1988: Inspektor Lavardin: Tödliches Rätsel (Les dossiers de l'Inspecteur Lavardin: maux croisés)
- 1991: Sisi und der Kaiserkuß
- 1991: Wer ist jetzt der Boß (Sup de fric)

Drehbuch
- 1978: Ein Käfig voller Narren (La Cage aux folles)
- 1980: Noch ein Käfig voller Narren (La Cage aux folles 2)
- 1984: Fröhliche Ostern (Joyeuses Pâques)
- 1992: Das Zebra (Le Zèbre) – auch Regie

Literarische Vorlage
- 1995: The Birdcage – Ein Paradies für schrille Vögel (The Birdcage)